# Parides photinus
Parides photinus är en fjärilsart som först beskrevs av Doubleday 1844.  Parides photinus ingår i släktet Parides och familjen riddarfjärilar. Inga underarter finns listade i Catalogue of Life.

## Bildgalleri

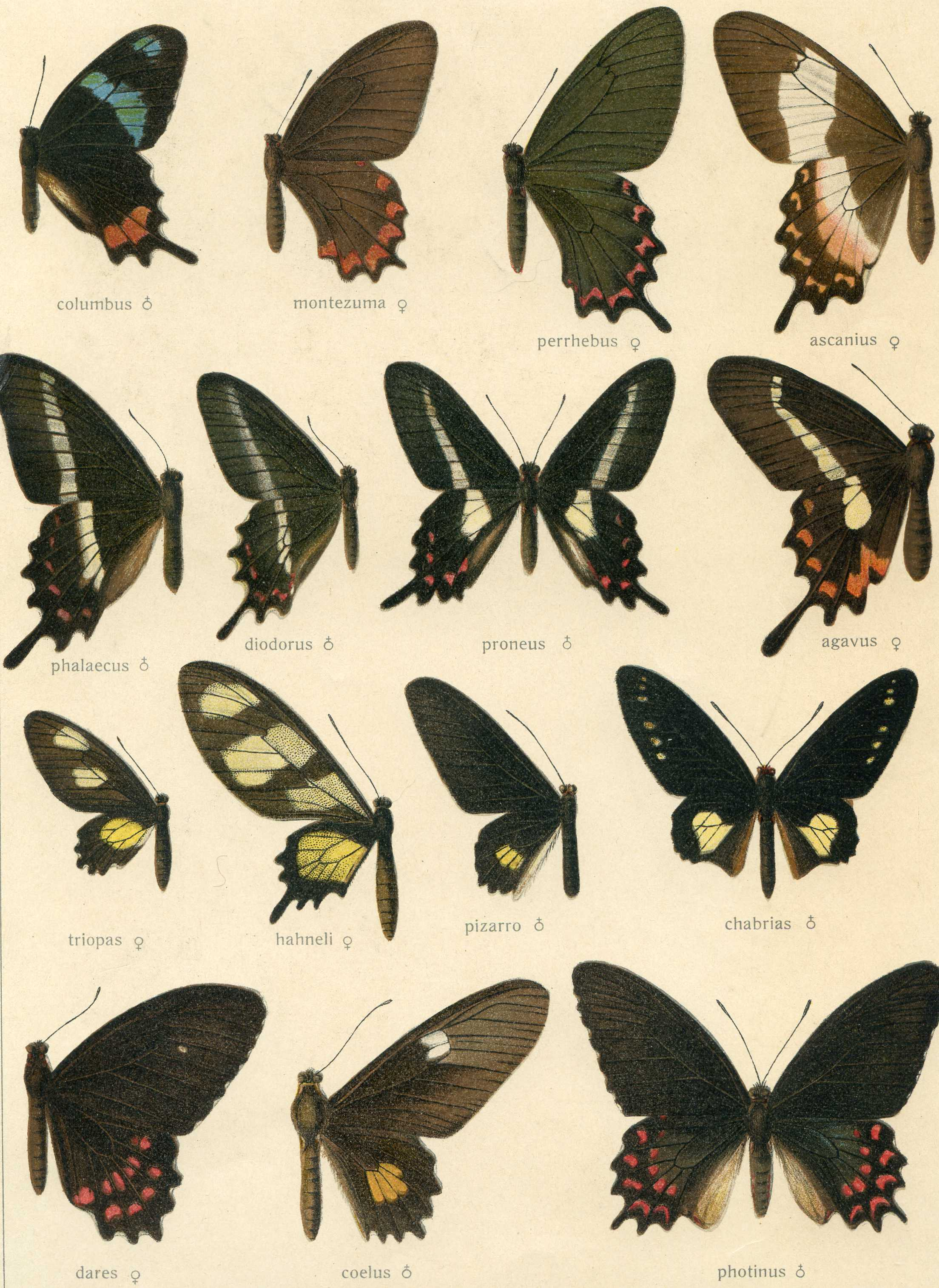
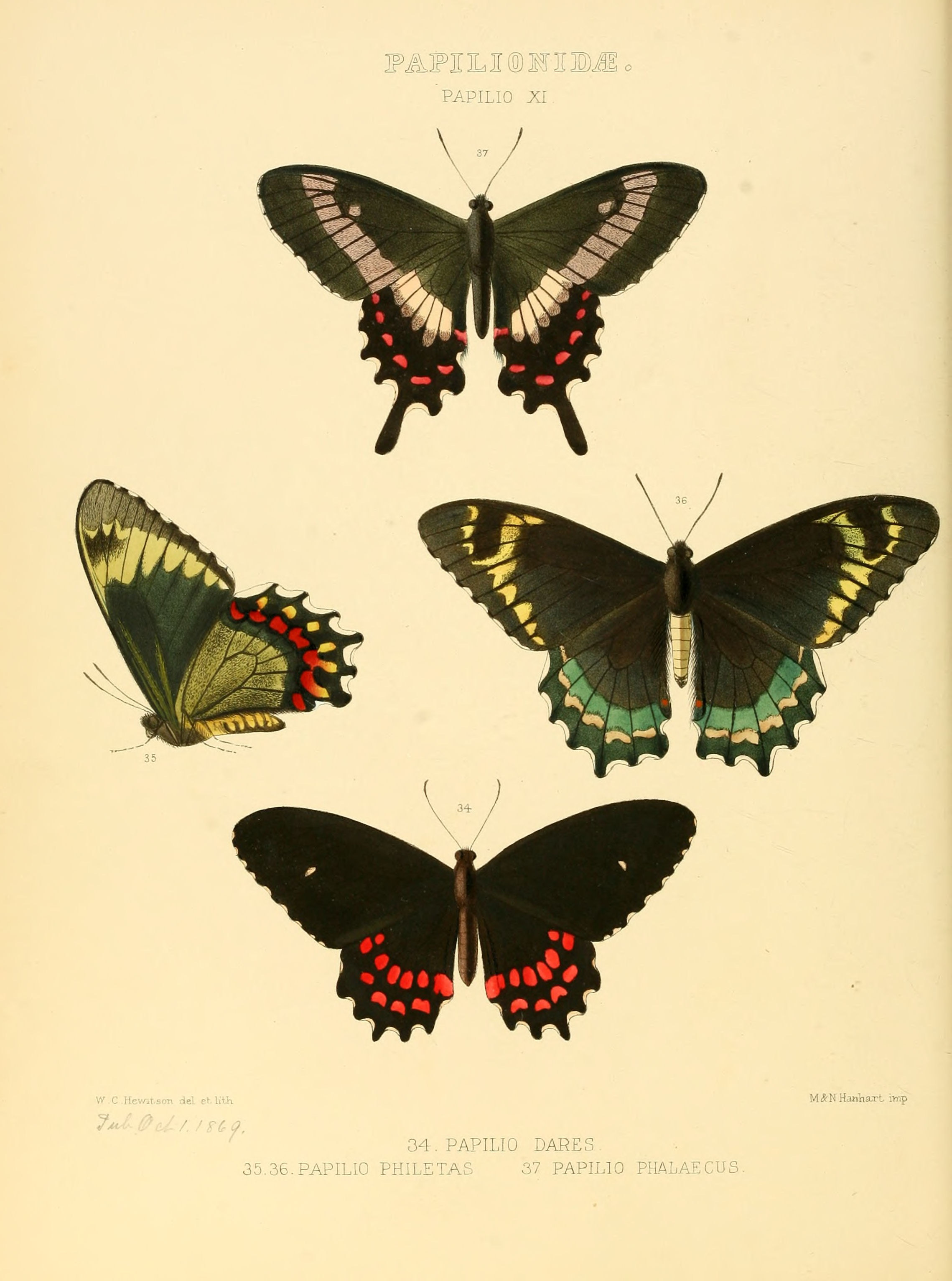